# Bandeira de Sacalina
A Bandeira de Sacalina é um dos símbolos oficiais do Oblast de Sacalina, uma subdivisão da Federação Russa. A bandeira foi aprovado pela Duma (Parlamento) regional em 16 de abril de 1997 na "Lei sobre a Bandeira de Sacalina" assinada pelo então governador Ivan Farhutdinovym. As regras para confecção do pavilhão é dada no artigo 2º da referida lei.

## Descrição
Seu desenho consiste em um retângulo com proporção largura-comprimento de 2:2 na cor verde-mar (azul com tonalidade verde-esmeralda) e, na parte central, o contorno do mapa da ilha de Sacalina e das ilhas Curilas em branco, formando uma única região Sacalina. Os mapas formam um ângulo de 45 graus. A parte superior e inferior dos contornos das ilhas estão a uma distância de um oitavo dos bordos superior e inferior da bandeira.